# Abraham Klein (Physiker)
Abraham Klein (* 10. Januar 1927 in Brooklyn; † 20. Januar 2003) war ein US-amerikanischer theoretischer Physiker.
Klein studierte am Brooklyn College (Bachelor-Abschluss 1947) und an der Harvard University, wo er 1948 seinen Master-Abschluss machte und 1950 bei Julian Schwinger promovierte. 1955 wurde er Associate Professor an der University of Pennsylvania, wo er 1958 eine volle Professur erhielt und 1994 emeritierte.
Klein untersuchte Modelle kollektiven Verhaltens in endlichen Vielteilchensystemen, insbesondere der Kernphysik, zum Beispiel in Bosonenmodellen und in einer Erweiterungen des Hartree-Fock-Verfahrens mit Robert Kerman (Kerman-Klein-Verfahren). In den 1980er Jahren beschäftigte er sich unter anderem mit dem Interacting Boson Model und in den 1970er Jahren mit Quantenfeldtheorie in starken Feldern (mit Johann Rafelski).
Anfang der 1950er Jahre war er als Assistent von Schwinger in frühen Berechnungen der Quantenelektrodynamik in der Atomphysik beteiligt, in Zusammenarbeit mit Schwinger und Robert Karplus, ebenfalls Assistent bei Schwinger.
Er war Sloan Research Fellow und Guggenheim Fellow, Ehrendoktor der Goethe-Universität Frankfurt am Main und Alexander von Humboldt Senior Scientist. Klein war Fellow der American Physical Society.
Er war verheiratet und hatte zwei Töchter.